# Gutasagan
Gutasagan är den avslutande delen av huvudanskriften av Gutalagen. Den nedtecknades på 1220-talet, sannolikt slutredigerad omkring 1350 och ingår i de svenska landskapslagarna. Den handlar om Gotlands tillblivelse och forntida hävder och dess gutniska text innehåller folkliga överenskommelser med infogad episk diktning.

## Innehåll och syfte
Gutasagans viktigaste delar handlar om öns rättsliga ställning i förhållande till Sverige, även om den innehåller flera sagolika avsnitt med episka inslag. De sistnämnda är bland annat berättelser om Gotlands tidigaste bebyggare, medan dess mest ingående och faktagrundande delar tar upp avtalen (fördragen) med sveakungen, om kyrkobyggandet på ön och den kyrkliga anslutningen till Linköpings stift.
Syftet med Gutasagan har alltså inte främst varit att nedteckna en fullständig hävd, utan snarare ett försök att förklara bakgrunden till gutarnas överenskommelser med den svenska kungen och den svenska biskopen. Utmärkande är följande påstående; "så gick Gutarna under egen fri vilja under svea konung så att de kunde fritt och utan våda fara till alla platser i Svea rike utan tull och andra avgifter". Man betonar alltså att detta var en ömsesidig överenskommelse och inte en underkastelse. Den gutniska anslutningen till Sverige ansågs därmed vara helt frivillig och fördragsbunden.
Gutasagan kan alltså i första hand uppfattas som ett slags självständighetsförklaring, än ett försök att skildra öns hävder. Gutasagan avslutas med en nedteckning av dessa överenskommelser med gutarnas, kungens och biskopens åtaganden gentemot varandra.
Mannen som skötte förhandlingarna med Svearnas konung är omnämnd. Han hette Avair Strabain och kom från Alva socken. 

## Gestalter i Gutasagan

### Tjelvar
Tjelvar eller Tjalve är en mytologisk gestalt omnämnd i sagan. Tjelvar anlände till ön och gjorde upp eld, vilket fick ön att sluta sjunka i havet varje dag, som den tidigare gjorde. Tjelvars son Havde gifte sig med Vitastjerna och de blev sedan gutarnas anfäder.
Tjelvar har av vissa betraktats som en variant av Tjalfe, åskguden Tors tjänare i det fornvästnordiska mytologin.

### Havde
Havde var son till Gotlands upptäckare Tjelvar. Tillsammans med Vitastjerna hade han sönerna Gute, Graip och Gunnfjaun. Havde och Vitastjerna var enligt traditionen de allra första som bildade familj och bosatte sig på Gotland.

### Vitastjerna
Vitastjerna är enligt sagan hustru till Havde och tillsammans med honom Gotlands första bebyggare.
Den första natten som hon tillsammans med Havde övernattade på Gotland, drömde hon om tre ormar som sköt fram ur hennes barm. Havde tydde drömmen som att Vitastjerna skulle föda dem tre söner, vilket hon också gjorde. Han gav dem sedan namnen Gute, Graip och Gunnfjaun.

### Gute, Graip och Gunnfjaun
Bröderna Gute, Graip och Gunnfjaun var enligt sagan söner till Havde och Vitastjerna. Efter faderns död så delade bröderna på Gotland varvid Gute fick mellersta delen, Graip den norra och Gunnfjaun den södra delen (Sudret). Gute utsågs till överhövding och ska enligt traditionen gett namn till både ön och folket, gutar. Detta ges som förklaring till varför Gotland ännu idag är indelat i tre tredingar. 

### Avair Strabain
Avair Strabain var enligt sagan en hövding från Alva socken. Han skickades som fredsförhandlare till svearna efter att gutarna en längre tid hade legat i strid med dessa.